# Nuoto sincronizzato ai Giochi della XXVIII Olimpiade - Squadre

## Technical routine
26 agosto,
| Posiz | Atlete | Nazione     | Giudici | Giudici | Giudici | Giudici | Giudici | Giudici | Totale | 100%   |        | Technical routine | Technical routine |
| Posiz | Atlete | Nazione     |         | J1      | J2      | J3      | J4      | J5      | Totale | 100%   | 50%    | Distacco          |                   |
| ----- | --- | ----------- | ------- | ------- | ------- | ------- | ------- | ------- | ------ | ------ | ------ | ----------------- | ----------------- |
| 1     | Elena Azarova Ol'ga Brusnikina Anastasija Davydova Anastasija Ermakova Ėl'vira Chasjanova Marija Kiselëva Ol'ga Novokščenova Anna Šorina  | Russia      | EX      | 9,9     | 9,9     | 9,9     | 9,8     | 9,9     | 49,500 | 99,333 | 49,667 |                   |                   |
| 1     | Elena Azarova Ol'ga Brusnikina Anastasija Davydova Anastasija Ermakova Ėl'vira Chasjanova Marija Kiselëva Ol'ga Novokščenova Anna Šorina  | Russia      | OI      | 10,0    | 9,9     | 9,8     | 10,0    | 10,0    | 49,833 | 99,333 | 49,667 |                   |                   |
| 2     | Michiyo Fujimaru Saho Harada Kanako Kitao Emiko Suzuki Miya Tachibana Miho Takeda Juri Tatsumi Yoko Yoneda                                | Giappone    | EX      | 9,7     | 9,9     | 9,7     | 9,8     | 9,8     | 48,833 | 98,333 | 49,167 | 0,500             |                   |
| 2     | Michiyo Fujimaru Saho Harada Kanako Kitao Emiko Suzuki Miya Tachibana Miho Takeda Juri Tatsumi Yoko Yoneda                                | Giappone    | OI      | 9,9     | 9,8     | 9,9     | 9,9     | 9,9     | 49,500 | 98,333 | 49,167 | 0,500             |                   |
| 3     | Alison Bartosik Tamara Crow Rebecca Jasontek Anna Kozlova Sara Lowe Lauren McFall Stephanie Nesbitt Kendra Zanotto                        | Stati Uniti | EX      | 9,6     | 9,8     | 9,7     | 9,7     | 9,8     | 48,667 | 97,167 | 48,584 | 1,083             |                   |
| 3     | Alison Bartosik Tamara Crow Rebecca Jasontek Anna Kozlova Sara Lowe Lauren McFall Stephanie Nesbitt Kendra Zanotto                        | Stati Uniti | OI      | 9,7     | 9,7     | 9,7     | 9,6     | 9,8     | 48,500 | 97,167 | 48,584 | 1,083             |                   |
| 4     | Raquel Corral Andrea Fuentes Tina Fuentes Gemma Mengual Ana Montero Irina Rodriguez Saray Serrano Paola Tirados                           | Spagna      | EX      | 9,5     | 9,7     | 9,6     | 9,6     | 9,6     | 48,000 | 96,333 | 48,167 | 1,500             |                   |
| 4     | Raquel Corral Andrea Fuentes Tina Fuentes Gemma Mengual Ana Montero Irina Rodriguez Saray Serrano Paola Tirados                           | Spagna      | OI      | 9,6     | 9,6     | 9,7     | 9,7     | 9,7     | 48,333 | 96,333 | 48,167 | 1,500             |                   |
| 5     | Erin Chan Jessica Chase Jessika Dubuc Marie-Pierre Gagne Fanny Letourneau Shayna Nackoney Anouk Reniere-Lafreniere Courtenay Stewart      | Canada      | EX      | 9,5     | 9,6     | 9,5     | 9,4     | 9,5     | 47,500 | 95,167 | 47,584 | 2,083             |                   |
| 5     | Erin Chan Jessica Chase Jessika Dubuc Marie-Pierre Gagne Fanny Letourneau Shayna Nackoney Anouk Reniere-Lafreniere Courtenay Stewart      | Canada      | OI      | 9,5     | 9,5     | 9,6     | 9,5     | 9,6     | 47,667 | 95,167 | 47,584 | 2,083             |                   |
| 6     | Chen Yu Gu Beibei He Xiaochu Hou Yingli Hu Ni Li Zhen Wang Na Zhang Xiaohuan                                                              | Cina        | EX      | 9,4     | 9,5     | 9,4     | 9,4     | 9,6     | 47,167 | 94,167 | 47,084 | 2,583             |                   |
| 6     | Chen Yu Gu Beibei He Xiaochu Hou Yingli Hu Ni Li Zhen Wang Na Zhang Xiaohuan                                                              | Cina        | OI      | 9,3     | 9,4     | 9,4     | 9,4     | 9,4     | 47,000 | 94,167 | 47,084 | 2,583             |                   |
| 7     | Monica Cirulli Costanza Fiorentini Joey Paccagnella Elisa Plaisant Sara Savoia Beatrice Spaziani Lorena Zaffalon Laura Zanazza            | Italia      | EX      | 9,3     | 9,4     | 9,3     | 9,3     | 9,4     | 46,667 | 93,667 | 46,834 | 2,833             |                   |
| 7     | Monica Cirulli Costanza Fiorentini Joey Paccagnella Elisa Plaisant Sara Savoia Beatrice Spaziani Lorena Zaffalon Laura Zanazza            | Italia      | OI      | 9,4     | 9,3     | 9,4     | 9,4     | 9,4     | 47,000 | 93,667 | 46,834 | 2,833             |                   |
| 8     | Aglaia Anastasiou Maria Christodoulou Eleftheria Ftouli Eleni Georgiou Effrosyni Gouda Apostolia Ioannou Evgenia Koutsoudi Olga Pelekanou | Grecia      | EX      | 9,2     | 9,3     | 9,2     | 9,2     | 9,4     | 46,167 | 92,500 | 46,250 | 3,417             |                   |
| 8     | Aglaia Anastasiou Maria Christodoulou Eleftheria Ftouli Eleni Georgiou Effrosyni Gouda Apostolia Ioannou Evgenia Koutsoudi Olga Pelekanou | Grecia      | OI      | 9,3     | 9,2     | 9,2     | 9,3     | 9,3     | 46,333 | 92,500 | 46,250 | 3,417             |                   |

| Giudici   | Giudici          | Giudici            | Giudici               |
| Execution | Execution        | Overall impression | Overall impression    |
| --------- | ---------------- | ------------------ | --------------------- |
| Giudice 1 | Marina Roschina  | Giudice 1          | Jenny Gray            |
| Giudice 2 | Sandra Roberts   | Giudice 2          | Marie Claude Besancon |
| Giudice 3 | Svetlana Saidova | Giudice 3          | Harue Ichihashi       |
| Giudice 4 | Laila Loutfy     | Giudice 4          | Ivona Kralikova       |
| Giudice 5 | Carol Tackett    | Giudice 5          | Ana Maria Lobo        |

## Free Routine
27 agosto,
| 1 | Elena Azarova Ol'ga Brusnikina Anastasija Davydova Anastasija Ermakova Ėl'vira Chasjanova Marija Kiselëva Ol'ga Novokščenova Anna Šorina  | Russia      | TM | 9,9  | 10,0 | 9,9  | 10,0 | 9,9  | 49,667 | 99,667 | 49,834 |       | 99,501 |
| 1 | Elena Azarova Ol'ga Brusnikina Anastasija Davydova Anastasija Ermakova Ėl'vira Chasjanova Marija Kiselëva Ol'ga Novokščenova Anna Šorina  | Russia      | AI | 10,0 | 10,0 | 10,0 | 10,0 | 10,0 | 50,000 | 99,667 | 49,834 |       | 99,501 |
| 2 | Michiyo Fujimaru Saho Harada Kanako Kitao Emiko Suzuki Miya Tachibana Miho Takeda Juri Tatsumi Yoko Yoneda                                | Giappone    | TM | 9,8  | 9,9  | 9,8  | 9,8  | 9,9  | 49,167 | 98,667 | 49,334 | 0,500 | 98,501 |
| 2 | Michiyo Fujimaru Saho Harada Kanako Kitao Emiko Suzuki Miya Tachibana Miho Takeda Juri Tatsumi Yoko Yoneda                                | Giappone    | AI | 9,9  | 9,8  | 9,9  | 9,9  | 9,9  | 49,500 | 98,667 | 49,334 | 0,500 | 98,501 |
| 3 | Alison Bartosik Tamara Crow Rebecca Jasontek Anna Kozlova Sara Lowe Lauren McFall Stephanie Nesbitt Kendra Zanotto                        | Stati Uniti | TM | 9,8  | 9,7  | 9,7  | 9,6  | 9,7  | 48,500 | 97,667 | 48,834 | 1,000 | 97,418 |
| 3 | Alison Bartosik Tamara Crow Rebecca Jasontek Anna Kozlova Sara Lowe Lauren McFall Stephanie Nesbitt Kendra Zanotto                        | Stati Uniti | AI | 9,9  | 9,6  | 9,8  | 9,8  | 9,9  | 49,167 | 97,667 | 48,834 | 1,000 | 97,418 |
| 4 | Raquel Corral Andrea Fuentes Tina Fuentes Gemma Mengual Ana Montero Irina Rodriguez Saray Serrano Paola Tirados                           | Spagna      | TM | 9,7  | 9,7  | 9,7  | 9,8  | 9,8  | 48,667 | 97,167 | 48,500 | 1,250 | 96,751 |
| 4 | Raquel Corral Andrea Fuentes Tina Fuentes Gemma Mengual Ana Montero Irina Rodriguez Saray Serrano Paola Tirados                           | Spagna      | AI | 9,6  | 9,8  | 9,7  | 9,7  | 9,7  | 48,500 | 97,167 | 48,500 | 1,250 | 96,751 |
| 5 | Erin Chan Jessica Chase Jessika Dubuc Marie-Pierre Gagne Fanny Letourneau Shayna Nackoney Anouk Reniere-Lafreniere Courtenay Stewart      | Canada      | TM | 9,5  | 9,6  | 9,6  | 9,4  | 9,4  | 47,500 | 95,333 | 47,667 | 2,167 | 95,251 |
| 5 | Erin Chan Jessica Chase Jessika Dubuc Marie-Pierre Gagne Fanny Letourneau Shayna Nackoney Anouk Reniere-Lafreniere Courtenay Stewart      | Canada      | AI | 9,7  | 9,5  | 9,6  | 9,6  | 9,4  | 47,883 | 95,333 | 47,667 | 2,167 | 95,251 |
| 6 | Chen Yu Gu Beibei He Xiaochu Hou Yingli Hu Ni Li Zhen Wang Na Zhang Xiaohuan                                                              | Cina        | TM | 9,5  | 9,5  | 9,5  | 9,4  | 9,6  | 47,500 | 95,000 | 47,500 | 2,334 | 94,584 |
| 6 | Chen Yu Gu Beibei He Xiaochu Hou Yingli Hu Ni Li Zhen Wang Na Zhang Xiaohuan                                                              | Cina        | AI | 9,5  | 9,3  | 9,7  | 9,5  | 9,5  | 47,500 | 95,000 | 47,500 | 2,334 | 94,584 |
| 7 | Monica Cirulli Costanza Fiorentini Joey Paccagnella Elisa Plaisant Sara Savoia Beatrice Spaziani Lorena Zaffalon Laura Zanazza            | Italia      | TM | 9,4  | 9,4  | 9,4  | 9,5  | 9,5  | 47,167 | 94,500 | 47,250 | 2,584 | 94,084 |
| 7 | Monica Cirulli Costanza Fiorentini Joey Paccagnella Elisa Plaisant Sara Savoia Beatrice Spaziani Lorena Zaffalon Laura Zanazza            | Italia      | AI | 9,6  | 9,4  | 9,5  | 9,5  | 9,4  | 47,333 | 94,500 | 47,250 | 2,584 | 94,084 |
| 8 | Aglaia Anastasiou Maria Christodoulou Eleftheria Ftouli Eleni Georgiou Effrosyni Gouda Apostolia Ioannou Evgenia Koutsoudi Olga Pelekanou | Grecia      | TM | 9,2  | 9,3  | 9,3  | 9,3  | 9,3  | 46,500 | 93,000 | 46,500 | 3,334 | 92,750 |
| 8 | Aglaia Anastasiou Maria Christodoulou Eleftheria Ftouli Eleni Georgiou Effrosyni Gouda Apostolia Ioannou Evgenia Koutsoudi Olga Pelekanou | Grecia      | AI | 9,4  | 9,2  | 9,4  | 9,2  | 9,3  | 46,500 | 93,000 | 46,500 | 3,334 | 92,750 |

| Giudici              | Giudici              | Giudici                  | Giudici                  |
| Technical Merit (TM) | Technical Merit (TM) | Artistic Impression (AI) | Artistic Impression (AI) |
| -------------------- | -------------------- | ------------------------ | ------------------------ |
| Giudice 1            | Ana Maria Lobo       | Giudice 1                | Carol Tackett            |
| Giudice 2            | Harue Ichihashi      | Giudice 2                | Inger Lindholm           |
| Giudice 3            | Christiane Brenner   | Giudice 3                | Marina Roschina          |
| Giudice 4            | Simonetta Antonaroli | Giudice 4                | Sandra Roberts           |
| Giudice 5            | Hortensia Graupera   | Giudice 5                | Sisto Salera             |